# Collegio elettorale di Lavagna
Il collegio elettorale di Lavagna è stato un collegio elettorale uninominale del Regno di Sardegna in provincia di Genova. Fu istituito con il Regio editto del 17 marzo 1848; comprendeva i mandamenti di Lavagna e Borzonasca. 
Dopo la redistribuzione dei collegi prevista dalla legge del 20 novembre 1859 il mandamento di Lavagna entra a far parte del collegio di Chiavari mentre quello di Borzonasca è unito a quello di Cicagna.

## Dati elettorali
Nel collegio si svolsero votazioni per le prime sei legislature e fu poi unito al collegio elettorale di Chiavari.

### I legislatura
Le votazioni si svolsero in 222 collegi uninominali a doppio turno. Come previsto dal decreto n. 680 del 17 marzo 1848, era eletto al primo turno il candidato che «riunisce in suo favore più del terzo dei voti del total numero dei membri componenti il collegio e più della metà dei suffragi dati dai votanti presenti all'adunanza» (art. 92). Se nessun candidato era eletto, al ballottaggio tra i due candidati con più voti era eletto chi otteneva il maggior numero di voti (art. 93) o, in caso di ugual numero di voti, il maggiore d'età (art. 94).
| Partito  | Candidato           | Risultati 27 aprile 1848 |
| -------- | ------------------- | ------------------------ |
| —        | Domenico de Ferrari | —                        |
| Iscritti | Iscritti            | 127                      |

Mancano i verbali. L'elezione fu annullata il 16 maggio 1848 perché l'eletto non aveva compiuto il triennio necessario per la inamovibilità prescritto dalla legge. Il collegio fu riconvocato.
| Partito  | Candidato            | Risultati 26 giugno 1848 |
| -------- | -------------------- | ------------------------ |
| —        | Francesco Cassinelli | —                        |
| Iscritti | Iscritti             | 127                      |

Mancano i verbali. — L'onorevole Cassinelli si dimise l'11 luglio 1848Atti del parlamento subalpino - 1848, p. 327. Il collegio fu riconvocato.
| Partito                            | Partito                            | Candidato                          | Primo turno 30 settembre 1848 | Primo turno 30 settembre 1848 | Ballottaggio 1º ottobre 1848 | Ballottaggio 1º ottobre 1848 |
| Partito                            | Partito                            | Candidato                          | Voti                          | %                             | Voti                         | %                            |
| ---------------------------------- | ---------------------------------- | ---------------------------------- | ----------------------------- | ----------------------------- | ---------------------------- | ---------------------------- |
|                                    | —                                  | Gabrio Casati                      | 24                            | 88,89                         | 30                           | 100,00                       |
|                                    | —                                  | Ottavio Lazotti                    | 3                             | 11,11                         |                              |                              |
|                                    |                                    |                                    |                               |                               |                              |                              |
| Iscritti                           | Iscritti                           | Iscritti                           | 127                           | 100,00                        | 127                          | 100,00                       |
| ↳ Votanti (% su iscritti)          | ↳ Votanti (% su iscritti)          | ↳ Votanti (% su iscritti)          | 31                            | 24,41                         | 31                           | 24,41                        |
| ↳ Voti validi (% su votanti)       | ↳ Voti validi (% su votanti)       | ↳ Voti validi (% su votanti)       | 27                            | 87,10                         | 30                           | 96,77                        |
| ↳ Schede non valide (% su votanti) | ↳ Schede non valide (% su votanti) | ↳ Schede non valide (% su votanti) | 4                             | 12,90                         | 1                            | 3,23                         |
| ↳ Astenuti (% su iscritti)         | ↳ Astenuti (% su iscritti)         | ↳ Astenuti (% su iscritti)         | 96                            | 75,59                         | 96                           | 75,59                        |

L'onorevole Casati si dimise il 21 ottobre 1848. Il collegio fu riconvocato.
| Partito                            | Partito                            | Candidato                          | Primo turno 6 novembre 1848 | Primo turno 6 novembre 1848 | Ballottaggio 7 novembre 1848 | Ballottaggio 7 novembre 1848 |
| Partito                            | Partito                            | Candidato                          | Voti                        | %                           | Voti                         | %                            |
| ---------------------------------- | ---------------------------------- | ---------------------------------- | --------------------------- | --------------------------- | ---------------------------- | ---------------------------- |
|                                    | —                                  | Cesare Cabella                     | 17                          | 70,83                       | 16                           | 80,00                        |
|                                    | —                                  | Cesare Correnti                    | 7                           | 29,17                       | 4                            | 20,00                        |
|                                    |                                    |                                    |                             |                             |                              |                              |
| Iscritti                           | Iscritti                           | Iscritti                           | 127                         | 100,00                      | 127                          | 100,00                       |
| ↳ Votanti (% su iscritti)          | ↳ Votanti (% su iscritti)          | ↳ Votanti (% su iscritti)          | 31                          | 24,41                       | 20                           | 15,75                        |
| ↳ Voti validi (% su votanti)       | ↳ Voti validi (% su votanti)       | ↳ Voti validi (% su votanti)       | 24                          | 77,42                       | 20                           | 100,00                       |
| ↳ Schede non valide (% su votanti) | ↳ Schede non valide (% su votanti) | ↳ Schede non valide (% su votanti) | 7                           | 22,58                       | 0                            | 0,00                         |
| ↳ Astenuti (% su iscritti)         | ↳ Astenuti (% su iscritti)         | ↳ Astenuti (% su iscritti)         | 96                          | 75,59                       | 107                          | 84,25                        |

Il 25 novembre 1848 l'onorevole Cabella optò per il collegio di Voltri. Il collegio fu riconvocato.
| Partito                            | Partito                            | Candidato                          | Primo turno 28 dicembre 1848 | Primo turno 28 dicembre 1848 | Ballottaggio 29 dicembre 1848 | Ballottaggio 29 dicembre 1848 |
| Partito                            | Partito                            | Candidato                          | Voti                         | %                            | Voti                          | %                             |
| ---------------------------------- | ---------------------------------- | ---------------------------------- | ---------------------------- | ---------------------------- | ----------------------------- | ----------------------------- |
|                                    | —                                  | Domenico Buffa                     | 12                           | 57,14                        | 30                            | 90,91                         |
|                                    | —                                  | G.B. Ricolfi-Dorio                 | 9                            | 42,86                        | 3                             | 9,09                          |
|                                    |                                    |                                    |                              |                              |                               |                               |
| Iscritti                           | Iscritti                           | Iscritti                           | 127                          | 100,00                       | 127                           | 100,00                        |
| ↳ Votanti (% su iscritti)          | ↳ Votanti (% su iscritti)          | ↳ Votanti (% su iscritti)          | 30                           | 23,62                        | 33                            | 25,98                         |
| ↳ Voti validi (% su votanti)       | ↳ Voti validi (% su votanti)       | ↳ Voti validi (% su votanti)       | 21                           | 70,00                        | 33                            | 100,00                        |
| ↳ Schede non valide (% su votanti) | ↳ Schede non valide (% su votanti) | ↳ Schede non valide (% su votanti) | 9                            | 30,00                        | 0                             | 0,00                          |
| ↳ Astenuti (% su iscritti)         | ↳ Astenuti (% su iscritti)         | ↳ Astenuti (% su iscritti)         | 97                           | 76,38                        | 94                            | 74,02                         |

L'elezione non fu convalidata per il sopraggiunto scioglimento della Camera. 

### II legislatura
Le votazioni si svolsero in 222 collegi uninominali a doppio turno con la stessa normativa precedente (al primo turno un numero di voti maggiore di un terzo degli iscritti).
| Partito                            | Partito                            | Candidato                          | Risultati 22 gennaio 1849 | Risultati 22 gennaio 1849 |
| Partito                            | Partito                            | Candidato                          | Voti                      | %                         |
| ---------------------------------- | ---------------------------------- | ---------------------------------- | ------------------------- | ------------------------- |
|                                    | —                                  | Ferdinando Rosellini               | 55                        | 100,00                    |
|                                    |                                    |                                    |                           |                           |
| Iscritti                           | Iscritti                           | Iscritti                           | 127                       | 100,00                    |
| ↳ Votanti (% su iscritti)          | ↳ Votanti (% su iscritti)          | ↳ Votanti (% su iscritti)          | 55                        | 43,31                     |
| ↳ Voti validi (% su votanti)       | ↳ Voti validi (% su votanti)       | ↳ Voti validi (% su votanti)       | 55                        | 100,00                    |
| ↳ Schede non valide (% su votanti) | ↳ Schede non valide (% su votanti) | ↳ Schede non valide (% su votanti) | 0                         | 0,00                      |
| ↳ Astenuti (% su iscritti)         | ↳ Astenuti (% su iscritti)         | ↳ Astenuti (% su iscritti)         | 72                        | 56,69                     |

### III legislatura
Le votazioni si svolsero in 204 collegi uninominali a doppio turno con la normativa del 1848 (al primo turno un numero di voti maggiore di un terzo degli iscritti).
| Partito                            | Partito                            | Candidato                          | Primo turno 15 luglio 1849 | Primo turno 15 luglio 1849 | Ballottaggio 22 luglio 1849 | Ballottaggio 22 luglio 1849 |
| Partito                            | Partito                            | Candidato                          | Voti                       | %                          | Voti                        | %                           |
| ---------------------------------- | ---------------------------------- | ---------------------------------- | -------------------------- | -------------------------- | --------------------------- | --------------------------- |
|                                    | —                                  | Ferdinando Rosellini               | 41                         | 70,69                      | 29                          | 90,62                       |
|                                    | —                                  | Edoardo Castelli                   | 17                         | 29,31                      | 3                           | 9,38                        |
|                                    |                                    |                                    |                            |                            |                             |                             |
| Iscritti                           | Iscritti                           | Iscritti                           | 107                        | 100,00                     | 107                         | 100,00                      |
| ↳ Votanti (% su iscritti)          | ↳ Votanti (% su iscritti)          | ↳ Votanti (% su iscritti)          | 63                         | 58,88                      | 32                          | 29,91                       |
| ↳ Voti validi (% su votanti)       | ↳ Voti validi (% su votanti)       | ↳ Voti validi (% su votanti)       | 58                         | 92,06                      | 32                          | 100,00                      |
| ↳ Schede non valide (% su votanti) | ↳ Schede non valide (% su votanti) | ↳ Schede non valide (% su votanti) | 5                          | 7,94                       | 0                           | 0,00                        |
| ↳ Astenuti (% su iscritti)         | ↳ Astenuti (% su iscritti)         | ↳ Astenuti (% su iscritti)         | 44                         | 41,12                      | 75                          | 70,09                       |

### IV legislatura
Le votazioni si svolsero in 204 collegi uninominali a doppio turno con la normativa del 1848 (al primo turno un numero di voti maggiore di un terzo degli iscritti).
| Partito                            | Partito                            | Candidato                          | Risultati 9 dicembre 1849 | Risultati 9 dicembre 1849 |
| Partito                            | Partito                            | Candidato                          | Voti                      | %                         |
| ---------------------------------- | ---------------------------------- | ---------------------------------- | ------------------------- | ------------------------- |
|                                    | —                                  | Ferdinando Rosellini               | 56                        | 82,35                     |
|                                    | —                                  | Luigi Sammichele                   | 12                        | 17,65                     |
|                                    |                                    |                                    |                           |                           |
| Iscritti                           | Iscritti                           | Iscritti                           | 140                       | 100,00                    |
| ↳ Votanti (% su iscritti)          | ↳ Votanti (% su iscritti)          | ↳ Votanti (% su iscritti)          | 83                        | 59,29                     |
| ↳ Voti validi (% su votanti)       | ↳ Voti validi (% su votanti)       | ↳ Voti validi (% su votanti)       | 68                        | 81,93                     |
| ↳ Schede non valide (% su votanti) | ↳ Schede non valide (% su votanti) | ↳ Schede non valide (% su votanti) | 15                        | 18,07                     |
| ↳ Astenuti (% su iscritti)         | ↳ Astenuti (% su iscritti)         | ↳ Astenuti (% su iscritti)         | 57                        | 40,71                     |

### V legislatura
Le votazioni si svolsero in 204 collegi uninominali a doppio turno con la normativa del 1848 (al primo turno un numero di voti maggiore di un terzo degli iscritti).
| Partito                            | Partito                            | Candidato                          | Primo turno 8 dicembre 1853 | Primo turno 8 dicembre 1853 | Ballottaggio 11 dicembre 1853 | Ballottaggio 11 dicembre 1853 |
| Partito                            | Partito                            | Candidato                          | Voti                        | %                           | Voti                          | %                             |
| ---------------------------------- | ---------------------------------- | ---------------------------------- | --------------------------- | --------------------------- | ----------------------------- | ----------------------------- |
|                                    | —                                  | Giuseppe Graffigna                 | 26                          | 38,81                       | 43                            | 51,81                         |
|                                    | —                                  | Ferdinando Rosellini               | 41                          | 61,19                       | 40                            | 48,19                         |
|                                    |                                    |                                    |                             |                             |                               |                               |
| Iscritti                           | Iscritti                           | Iscritti                           | 161                         | 100,00                      | 161                           | 100,00                        |
| ↳ Votanti (% su iscritti)          | ↳ Votanti (% su iscritti)          | ↳ Votanti (% su iscritti)          | 89                          | 55,28                       | 86                            | 53,42                         |
| ↳ Voti validi (% su votanti)       | ↳ Voti validi (% su votanti)       | ↳ Voti validi (% su votanti)       | 67                          | 75,28                       | 83                            | 96,51                         |
| ↳ Schede non valide (% su votanti) | ↳ Schede non valide (% su votanti) | ↳ Schede non valide (% su votanti) | 22                          | 24,72                       | 3                             | 3,49                          |
| ↳ Astenuti (% su iscritti)         | ↳ Astenuti (% su iscritti)         | ↳ Astenuti (% su iscritti)         | 72                          | 44,72                       | 75                            | 46,58                         |

### VI legislatura
Le votazioni si svolsero in 204 collegi uninominali a doppio turno dopo la modifica dei collegi della Sardegna nel 1856; venne applicata la normativa del 1848 (al primo turno un numero di voti maggiore di un terzo degli iscritti).
| Partito                            | Partito                            | Candidato                          | Primo turno 15 novembre 1857 | Primo turno 15 novembre 1857 | Ballottaggio 18 novembre 1857 | Ballottaggio 18 novembre 1857 |
| Partito                            | Partito                            | Candidato                          | Voti                         | %                            | Voti                          | %                             |
| ---------------------------------- | ---------------------------------- | ---------------------------------- | ---------------------------- | ---------------------------- | ----------------------------- | ----------------------------- |
|                                    | —                                  | Antonio Maria Garibaldi            | 25                           | 33,78                        | 95                            | 54,60                         |
|                                    | —                                  | Stefano Castagnola                 | 49                           | 66,22                        | 79                            | 45,40                         |
|                                    |                                    |                                    |                              |                              |                               |                               |
| Iscritti                           | Iscritti                           | Iscritti                           | 262                          | 100,00                       | 262                           | 100,00                        |
| ↳ Votanti (% su iscritti)          | ↳ Votanti (% su iscritti)          | ↳ Votanti (% su iscritti)          | 171                          | 65,27                        | 176                           | 67,18                         |
| ↳ Voti validi (% su votanti)       | ↳ Voti validi (% su votanti)       | ↳ Voti validi (% su votanti)       | 74                           | 43,27                        | 174                           | 98,86                         |
| ↳ Schede non valide (% su votanti) | ↳ Schede non valide (% su votanti) | ↳ Schede non valide (% su votanti) | 97                           | 56,73                        | 2                             | 1,14                          |
| ↳ Astenuti (% su iscritti)         | ↳ Astenuti (% su iscritti)         | ↳ Astenuti (% su iscritti)         | 91                           | 34,73                        | 86                            | 32,82                         |